# عمود يوليو
عمود يوليو هو عمود نصر يقع في وسط ساحة الباستيل في باريس،فرنسا تم الانتهاء منه في 28 يوليو 1940 في الذكرى العاشرة لثورة يوليو 1830.